# Damson Park
Damson Park (oficialmente  por motivos de patrocinio Automated Technology Group Stadium) es un estadio de Damson Parkway, Solihull, era el estadio de Solihull Borough F.C. y actualmente es el estadio del Solihull Moors, el club es la fusión del Solihull Borough y Moor Green habiéndolo creado en 2007, Anteriormente compartieron Damson Park con Birmingham & Solihull R.F.C. (quien se mudó a Portway en 2012) y también solía tener un acuerdo que permite a las Reservas de Birmingham City el uso del estadio para los encuentros de su equipo reserva.
El 23 de julio de 2013 se reveló que durante las siguientes tres temporadas el terreno se conocería como el Autotech Stadium por motivos de patrocinio. Birmingham City L.F.C. de FA Women's Super League han usado Damson Park para partidos en casa desde 2014.
El estadio fue sede de la final de la Midland Football League el 10 de mayo de 2016, una victoria por 3-1 para Hereford sobre Walsall Wood.